# Kościół Podwyższenia Krzyża Świętego w Lubominie
Kościół w Lubominie – zabytkowy kościół w Lubominie w województwie dolnośląskim, w powiecie wałbrzyskim, w gminie Stare Bogaczowice.
Kościół - stary zabytkowy kościół pod wezwaniem Podwyższenia Krzyża św., położony jest w południowo-zachodniej Polsce, w środkowej części Gór Wałbrzyskich, w miejscowości Lubomin, około 4 km na zachód od centrum miejscowości Szczawno-Zdrój.

## Opis
Kościół filialny pw. Podwyższenia Krzyża Świętego, orientowany, jednonawowy, położony na wschodnim zboczu Trójgarbu. Kościół złożony z nawy i prezbiterium, zbudowany z kamienia polnego, otynkowany. W osi budowli od zachodniej strony znajduje się strzelista ostrosłupowa wieża kryta gontem, wychodząca z kalenicy dachu. Dach dwuspadowy pokryty dachówką ceramiczną. Dolna część wieży ma obrys czworokąta. Zewnętrzna ściana południowa od strony nawy, z prostokątnymi oknami pomiędzy oknami ściana pokryta dekoracją sgraffitową. Ramy w formie ornamentu okuciowego z elementami pryzmatycznych scen figuralnych przedstawiają niosącego krzyż Chrystusa w otoczeniu apostołów, po lewej stronie nad wejściem do kościoła dekoracja w formie palmety oddziela scenę ofiary Abrahama, a z prawej strony przedstawienie wywyższenia Węża miedzianego. Sceny figuralne zostały mocno zatarte i przekształcone w wyniku prac konserwacyjnych. Kościół otoczony murem na planie owalu wykonanym z kamieni polnych, w obrębie którego mieścił się przykościelny cmentarz.

## Wnętrze
Wnętrze jednonawowej świątyni składa się z barokowego ołtarza głównego z figurą ukrzyżowanego Pana Jezusa, renesansowa chrzcielnica i drewniana ambona z 1600 roku. W nawie empora organowa, umieszczona po przeciwnej stronie ołtarza. Empora organowa składa się z wysuniętego balkonu, wspartego na drewnianych filarach, w którego centrum umieszczono jednoczęściowy prospekt organowy. Nieduży, czterogłosowy instrument, o trakturze mechanicznej. Składa się z brązowej szafy organowej, płasko zakończonej, ozdobionej pomalowanymi na czarno, niegrającymi piszczałkami prospektowymi. Nie jest znana data powstania ani budowniczy tego instrumentu. Ma on cechy starego instrumentu. Przy prezbiterium od strony północnej znajduje się zakrystia. Okna części nawowej o wykroju prostokątnym.

## Historia
Bryła obecnego kościoła "Podwyższenia Krzyża Świętego", pochodzi z XVI wieku. Zachowany budynek kościelny wzniesiono prawdopodobnie w miejscu wcześniejszego kościoła z XIII wieku, który wzmiankowano w 1228 roku, a w 1305 roku wymieniony w Księdze fundacyjnej biskupstwa wrocławskiego "Liber Fundationis Episcopatus Vratislaviensis" w wykazie wsi z kościołem. Wokół kościoła założono na planie owalu cmentarz, wokół którego wybudowano mur z polnych kamieni. Na końcu XVI wieku w okresie reformacji, kiedy ewangelicy stanowili większość, kościół w naturalny sposób przeszedł do gminy ewangelickiej, kiedy nastąpiła kasata kościół przeszedł 12 lutego 1654 roku w ręce katolików. Lata przejściowe dla kościoła były trudne, gdyż w sprawozdaniu z wizytacji kościelnej z 1667 roku, nie wymieniono pod jakim wezwaniem kościół został wzniesiony. Prawdopodobnie został wzniesiony pod wezwaniem św. Michała Archanioła. W XVIII wieku zaprzestano pochówku na przykościelnym cmentarzu, a nowy cmentarz założono poza kościołem. W XIX wieku kościół przebudowano, nie zachowując pierwotnego prezbiterium. Po II wojnie światowej, kościół przejęli katolicy. Wcześniej był kościołem parafialnym obecnie jest filialnym.

## Inne
Kościół w Lubominie wpisany jest do rejestru zabytków pod poz. 1738 z dn. 30.06.1966 r.

## Ciekawostka
Na obrazach drogi krzyżowej przedstawiony jest krajobraz okolic Lubomina